# Кіра Валкенгорст
Кіра Валкенгорст (нім. Kira Walkenhorst, нар. 18 листопада 1990, Ессен, Німеччина) — німецька пляжна волейболістка, олімпійська чемпіонка, чемпіонка світу, дворазова чемпіонка Європи.
Золоту олімпійську медаль та звання олімпійської чемпіонки Валкенгорст виборола на Олімпіаді 2016 року в Ріо-де-Жанейро, граючи в парі зі своєю постійною партнеркою Лаурою Людвіг.

## Виступи на Олімпіадах
| Олімпіада           | Дисципліна       | Місце |
| ------------------- | ---------------- | ----- |
| Ріо-де-Жанейро 2016 | пляжний волейбол | 1     |

## Особисте життя
Наприкінці 2016 року зробила камінг-аут як лесбійка. У жовтні 2017 року одружилася зі своєю давньою партнеркою та тренеркою Марією Кліфіш. Через рік її дружина Марія народила трійню.